# Bajkibaszewo
Bajkibaszewo (ros. Байкибашево) – wieś (sieło) w Rosji, w Baszkortostanie, w rejonie karaidielskim. W 2010 liczyła 1133 mieszkańców.